# 5 card stud

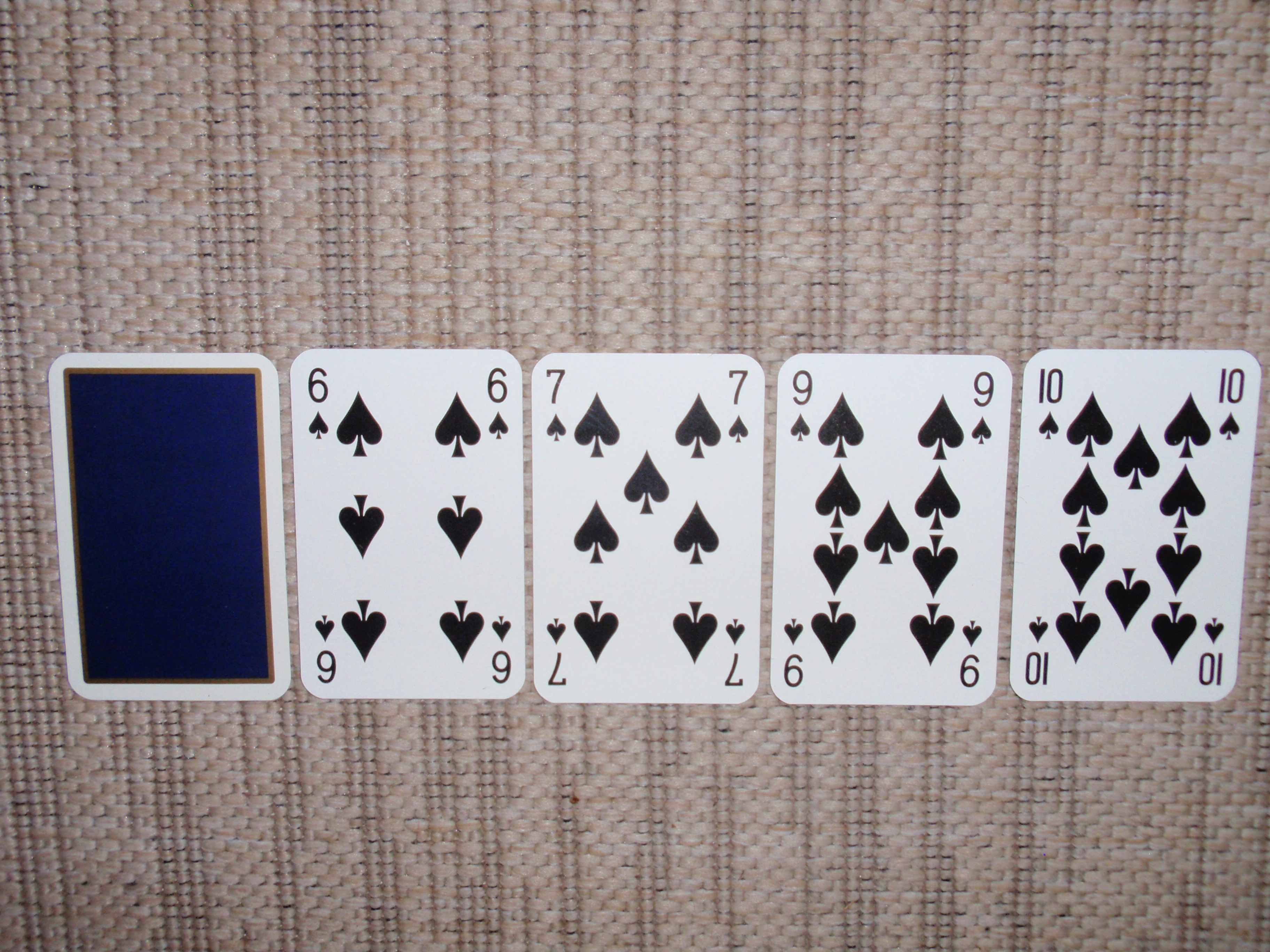

Il 5 card stud è un gioco del poker molto simile al 7 card stud, ma vi possono giocare sino a 10 giocatori per tavolo.
Si tratta di un limit game ove i punti sono gli stessi del Texas hold 'em. Simile a questo gioco è il Canadian Stud.

## Regole e meccanica de gioco
Questa variante del poker a versione stud ha le seguenti fasi di gioco:
- Ante up (pagamento dell'invito)
- 1° distribuzione (1 carta coperta), giro di scommesse
- 2° distribuzione (1 carta scoperta), giro di scommesse
- 3° distribuzione (1 carta scoperta), giro di scommesse
- 4° distribuzione (1 carta scoperta), giro di scommesse
- 5° distribuzione (1 carta scoperta), giro di scommesse
- La mano perfetta (o showdown)

Pagato un ante (in italiano Chip), viene distribuita ad ogni giocatore una carta a partire dal giocatore col bottone in senso orario. Fatto il round di scommesse il mazziere distribuisce una carta scoperta per ogni giocatore che abbia visto tutte le puntate, inizia così un nuovo giro di scommesse: la seconda strada (2nd street), il giocatore con la carta più bassa pone in bring in corrispondente a metà della puntata intera, quindi in senso orario spetta agli altri giocatori fare le puntate.
Viene distribuita un'ulteriore carta, questa volta è il giocatore col punto più alto fin a quel momento realizzato con le carte scoperte a iniziare le puntate (terza strada).
Stesso discorso per la quarta strada.
Verrà poi distribuito il river, ossia una carta scoperta per giocatore. Ultimo giro di scommesse e si arriva allo showdown.
Si ricorda che a partire dal terzo giro di scommesse si raddoppiano le puntate.
Per determinare di volta in volta la carta più alta o più bassa in caso di parità si segua la seguente sequenza di semi in ordine crescente: fiori, quadri, cuori, picche.
Si noti che una volta che un giocatore si è ritirato da una mano (fold) le sue carte finiscono nel muck: quindi le carte scoperte non sono più consultabili.